# 早坂梢依
早坂 梢依（はやさか こずえ、1993年6月24日 - ）は、日本の元女子バレーボール選手。

## 来歴
宮城県仙台市出身。両親がバレーボールをやっていたこともあり、小学5年のときにバレーを始める。中学時代は2年のときに長野県の強豪長野市立裾花中学校へ転校した。
2009年、宮城県の強豪古川学園高校に進学した。同級生には山田美花、高橋咲妃恵がいる。高校2年次にはインターハイ、国体で優勝、春高バレーで準優勝などの輝かしい結果を残した。また、中学、高校時代はツーセッターの経験がある。
2012年4月、JTマーヴェラスに入団。同年の第61回黒鷲旗大会でデビューした。2012/13Vプレミアリーグではセッターとして25試合に出場した。JT在籍時のポジションはセッター、オポジット。
2014年5月、JTを退団し、芦屋大学に進学。
2018年、Vプレミアリーグのデンソーエアリービーズに入団。
2020年に現役引退。引退後は「特定非営利活動法人VRAVO N plus」の講師に登録。
2021年10月より、V1男子に所属するウルフドッグス名古屋のスタッフになり、そのバレーボールスクールでコーチを務めている。

## 所属チーム
- 八光台リリーズ
- 仙台市立八乙女中学校
- 長野市立裾花中学校
- 古川学園高校（2009-2012年）
- JTマーヴェラス（2012-2014年）
- 芦屋大学（2014-2018年）
- デンソーエアリービーズ（2018-2020年）

## 個人成績
Vプレミアリーグレギュラーラウンドにおける個人成績は下記の通り。
| シーズン | 所属     | 出場 | 出場   | アタック | アタック | アタック | アタック | ブロック | ブロック | サーブ | サーブ | サーブ | サーブ | レセプション | レセプション | 総得点 | 備考 |
| -------- | -------- | ---- | ------ | -------- | -------- | -------- | -------- | -------- | -------- | ------ | ------ | ------ | ------ | ------------ | ------------ | ------ | ---- |
| シーズン | 所属     | 試合 | セット | 打数     | 得点     | 決定率   | 効果率   | 決定     | /set     | 打数   | エース | 得点率 | 効果率 | 受数         | 成功率       | 総得点 | 備考 |
| 2012/13  | JT       | 26   | 62     | 5        | 1        | 20.0%    | %        | 0        | 0.00     | 4      | 0      | %      | 0.0%   | 0            | 0.0%         | 1      |      |
| 2013/14  | JT       | 28   | 91     | 399      | 113      | 28.3%    | %        | 25       | 0.27     | 286    | 10     | %      | 11.1%  | 2            | 0.0%         | 148    |      |
| 2018/19  | デンソー |      |        |          |          | %        | %        |          |          |        |        | %      | %      |              | %            |        |      |